# آرثر برادفورد (كاتب)
آرثر برادفورد (بالإنجليزية: Arthur Bradford)‏ هو كاتب أمريكي، ولد في 19 نوفمبر 1969 في Boothbay Harbor, Maine ‏ في الولايات المتحدة.

## وصلات خارجية
- آرثر برادفورد على موقع IMDb (الإنجليزية)
- آرثر برادفورد على موقع قاعدة بيانات الفيلم (الإنجليزية)